# Portulaca frieseana
Portulaca frieseana är en portlakväxtart som beskrevs av Karl von Poellnitz. Portulaca frieseana ingår i släktet portlaker, och familjen portlakväxter. Inga underarter finns listade i Catalogue of Life.